# Haruspex
Haruspex (množina Haruspices) so bili etruščanski in rimski duhovniki, ki so iz drobovine žrtvenih živali ali iz predmetov, ki jih je zadela strela, napovedovali prihodnost. 